# Jakub Szymański
Jakub Szymański (22 luglio 2002) è un ostacolista polacco.

## Palmarès
| Anno | Manifestazione               | Sede      | Evento   | Risultato   | Prestazione | Note |
| ---- | ---------------------------- | --------- | -------- | ----------- | ----------- | ---- |
| 2021 | Europei U20                  | Tallinn   | 110 m hs | 4º          | 13"43       |      |
| 2021 | Mondiali U20                 | Nairobi   | 110 m hs | Bronzo      | 13"43       |      |
| 2022 | Mondiali indoor              | Belgrado  | 60 m hs  | Semifinale  | 7"59        |      |
| 2022 | Europei                      | Monaco    | 110 m hs | Semifinale  | 13"66       |      |
| 2023 | Europei indoor               | Istanbul  | 60 m hs  | Argento     | 7"56        |      |
| 2023 | Europei U23                  | Espoo     | 110 m hs | 6º          | 13"65       |      |
| 2023 | Giochi mondiali universitari | Chengdu   | 110 m hs | Batteria    | 13"70       |      |
| 2023 | Mondiali                     | Budapest  | 110 m hs | Batteria    | 13"65       |      |
| 2024 | Mondiali indoor              | Glasgow   | 60 m hs  | 5°          | 7"53        |      |
| 2024 | Europei                      | Roma      | 110 m hs | Semifinale  | dq          |      |
| 2024 | Giochi olimpici              | Parigi    | 110 m hs | Ripescaggio | 13"63       |      |
| 2025 | Europei indoor               | Apeldoorn | 60 m hs  | Oro         | 7"43        |      |
| 2025 | Mondiali indoor              | Nanchino  | 60 m hs  | Semifinale  | 7"63        |      |